# Lanai
Lanai becenevén „A magánsziget” (angolul: The Private Island) az Amerikai Egyesült Államokhoz tartozó Hawaii állam egyik szigete. A Hawaii-szigetek polinéz betelepülésének érdekes momentuma, hogy Lanai szigetét sokáig érintetlenül hagyták, mert a bennszülöttek hittek az ott lakó rossz szellemek erejében. Az első telepesek a XV. században érkeztek Mauiról, és a halászaton kívül sertéstenyésztéssel foglalkoztak. Valószínűleg a sertéstenyésztés és az 1800-as években letelepedett kínai cukornád-ültetvényesek miatt veszítette el a sziget erdőit. Legmagasabb pontja az 1027 méter magas Lanaihale csúcs.
1850-ben mormon misszionáriusok érkeztek. Egyikük később szinte a sziget urává vált, mert rátette kezét a Palawai-medencére, amely a sziget területének jelentős részét teszi ki. A tulajdonjog később cserélődött, de a sziget zöme mindig is magántulajdonú termelés alatt állt. Jelenleg[mikor?] Lanai 98%-a a Castle & Cooke cég tulajdona, amely ananászt és cukornádat termel. Az első szálloda az 1990-es évek elején épült, de a sziget igazán híres 1993-ban lett, amikor a jól ismert milliomos, Bill Gates a Manele-öbölnél rendezte esküvőjét. Jelenleg a golfturizmus, az agyaggalamb-lövészet és a sporthorgászat a sziget fő bevételi forrása. 
2012-ben Larry Ellison, az Oracle vezérigazgatója 500 millió dollárért felvásárolta Lanai szigetét, beleértve a víz- és elektromos közműveket és a föld nagy részét – célja, hogy zöld megoldásokat alkalmazva egy teljesen fenntartható, mini kultúrát hozzon létre, amely a későbbiekben modellként szolgálhat a világ számára.

## Földrajz
Lānaʻi hagyományosan 13 politikai alegységben (Ahupuaʻa) volt igazgatva, két körzetbe (mokuoloko) csoportosítva: kona (széltől védett hely) és koolau (szeles hely). Az ahupuaʻak listája a következő (az óramutató járásának megfelelő sorrendben a sziget északnyugati részétől kezdve, az eredeti területi adatokat acre-ban és km²-ben is megadva):
| Nr. | Ahupuaʻa      | Terület acre | Terület km² | Népes- ség |
| --- | ------------- | ------------ | ----------- | ---------- |
| 1   | Kaa           | 19468        | 78.78       | 207        |
| 2   | Paomai        | 9078         | 36.74       | 147        |
| 3   | Mahana        | 7973         | 32.27       | 1          |
| 4   | Maunalei      | 3794         | 15.35       | 0          |
| 5   | Kalulu        | 6078         | 24.60       | 1          |
| 6   | Kaunolu       | 7860         | 31.81       | 3          |
| 7   | Palawai       | 5897         | 23.86       | 1          |
| 8   | Pawili        | 1930         | 7.81        | 0          |
| 9   | Kaohai        | 9677         | 39.16       | 1          |
| 10  | Kamao         | 2751         | 11.13       | 2          |
| 11  | Kealia Aupuni | 5897         | 23.86       | 2          |
| 12  | Kealia Kapu   | 1829         | 7.40        | 1          |
| 13  | Kamoku        | 8291         | 33.55       | 2804       |
|     | Lānaʻi        | 90523        | 366.33      | 3170       |

## Látnivalók
- Kanepu’u Erdőrezervátum – a sziget egyetlen védett területe, itt található a szigetet egykor uraló erdők maradéka, fennmaradása egy környezetvédelmi szervezetnek köszönhető.
- Istenek Kertje – a vulkanikus tevékenységek után keletkezett földöntúli táj.
- Hajóroncs Part – a sziget legnépszerűbb strandja.